# Nélson Semedo
Nélson Cabral Semedo (Lisboa, 16 de novembre de 1993) és un futbolista portuguès que juga pel Wolverhampton Wanderers FC de la Premier League i a la selecció de Portugal.
Semedo va iniciar la seva carrera a l'Sport União Sintrense l'any 2011, una temporada abans d'incorporar-se al Benfica. Després de viure una cessió al Centro Desportivo de Fátima, va retornar al Benfica per jugar definitivament al primer equip, amb el qual va debutar l'agost de 2015. Després de dues temporades, va ser traspassat al Futbol Club Barcelona, on va guanyar La Liga les dues primeres temporades de les tres que hi va ser. El setembre de 2020, Semedo va fitxar pels Wolverhampton Wanderers.
Semedo va debutar amb la Selecció de futbol de Portugal a l'octubre de 2015 i va representar la selecció a la Copa FIFA Confederacions 2017, la Fase final de la Lliga de Nacions de la UEFA 2019, l'Eurocopa de la UEFA 2020 i l'Eurocopa de la UEFA 2024, guanyant el torneig de 2019 a casa.

## Carrera de club

### Joventut
Nascut a Lisboa amb pares d'ascendència capverdiana, Semedo va passar per les categories inferiors del Sport União Sintrense, amb el qual als 17 anys va debutar al primer equip. El 12 de gener de 2012, ell i Manuel Liz van signar un acord de cinc anys amb Benfica, que començaria la temporada següent. Durant seva primera temporada al club lisboeta va ser cedit al Centro Desportivo de Fátima, llavors a la segona divisió portuguesa.
Va tornar al Benfica la temporada següent, en principi destinat a l'equip reserva, amb el qual va debutar com a titular el 10 d'agost de 2013 en un partit de la segona divisió.
Després de gairebé 60 aparicions amb el segon equip, internament se'l va considerar com a substitut per a Maxi Pereira. Amb la marxa d'aquest últim, Semedo va signar una ampliació de contracte fins al 2021 i es va unir a la gira de pre-temporada pels Estats Units del primer equip. El 9 d'agost de 2015 va debutar amb el primer equip del Benfica —també com a titular— amb una derrota com a visitat en un partit de la Supercopa de Portugal contra el Sporting Club de Portugal (1-0). Una setmana més tard, Semedo marcaria el seu primer gol amb el conjunt lisboeta contra l'Estoril Praia en una contundent victòria (4-0) en un partit de la primera divisió. Després de consolidar-se en l'onze inicial, Semedo va patir un revés l'octubre de 2015, quan va patir una lesió al genoll dret que requeria d'intervenció quirúrgica mentre feia una estada amb el combinat nacional. Després d'una baixa de dos mesos, va tornar a disputar partits el gener de 2016, malgrat que va acabar perdent el lloc a l'onze inicials a mans d'André Almeida. Al final de la tornada va tornar a l'equip de reserves.
La temporada 2016-17 va ser la de consagració de Semedo al Benfica com a lateral dret de perfil ofensiu i amb un gran desplegament físic. El seu desequilibri dins el joc posicional —reforçat per la seva capacitat de regat— va fer que recuperés el seu lloc a l'onze titular del primer equip, tot esdevenint el tercer jugador més utilitzat en la quarta lliga portuguesa consecutiva aconseguia el club. Pel que fa al balanç de gols marcats, va marcar-ne un en una victòria per 2-1 contra l'FC Arouca, i també en un partit de la Lliga de Campions, en un empat 3-3 contra el Beşiktaş. A la final de la Copa portuguesa de futbol, a més a més, va assisitir a Eduardo Salvio en el segon gol de l'equip, resultat (2-1) que va servir al Benfica per aixecar el trofeu després de derrotar el Vitória de Guimarães. Per les seves actuacions al llarg de la temporada va rebre el premi Breakthrough Player of the Year (Millor Jugador Revelació de l'Any) de la Lliga Portuguesa.

### Futbol Club Barcelona
El 13 de juliol de 2017 va fitxar pel Futbol Club Barcelona, que va pagar 30 milions d'euros més cinc en conceptes variables. El seu contracte fou signat per cinc anys, amb una clàusula de rescissió de 100 milions. El 14 de juliol va ser presentat oficialment pel Barça, en un acte amb Robert Fernández.
Va debutar el 16 d'agost a la tornada de la supercopa contra el Reial Madrid CF, en una derrota per 0–2 a l'Estadi Santiago Bernabéu.
Semedo va debutar en Champions League amb el Barça el 13 de setembre de 2017, amb una bona actuació en la victòria per 3–0 en fase de grups contra la Juventus FC. Va marcar el seu primer gol pel Barça – i a La Liga – el 27 de gener de 2019, en una victòria per 2–0 a fora contra el Girona FC.
El seu segon gol va arribar contra el Alaves en una victòria per 5-0 al darrer partit de la temporada.

### Wolves
El 23 de setembre de 2020, Semedo fou traspassat a la Premier League, als Wolverhampton Wanderers FC en un contracte per tres anys (amb opció a dos més) per uns 30 milions d'euros més 10 en variables. Semedo, de 26 anys, deixava enrere 122 partits com a blaugrana, en què va marcar 2 gols.

## Carrera internacional
L'octubre de 2015 Semedo va ser convocat per la selecció nacional de Portugal per disputar els partits de qualificació pel Eurocopa 2016 contra Dinamarca i Sèrbia. Va debutar en aquest darrer partit l'11 d'octubre tot jugant la totalitat del matx en una victòria per 2-1 a l'Estadi Partizan de Belgrad. Posteriorment va participar en la Copa Confederacions 2017 de la FIFA (en què Portugal va quedar en tercera posició) i en les jornades classificatòries per la Copa del Món de Futbol de 2018.
En paral·lel, també va disputar un partit amistós amb la selecció olímpica (sub-23) de Portugal contra Mèxic el 28 de març de 2016 (amb victòria per 4-0).

## Palmarès
Benfica
- Primeira Liga (2): 2015–16 i 2016–17
- Taça de Portugal (1): 2016–17
- Taça da Liga (1): 2015–16
- Supertaça Cândido de Oliveira (1): 2016–17

FC Barcelona
- 2 Lligues espanyoles: 2017-18[33] i 2018-19[34]
- 1 Copa del Rei: 2017-18[35]
- 1 Supercopa d'Espanya: 2018[36]

Selecció de Portugal
- 1 Lliga de les Nacions de la UEFA: 2018-19
- Copa Confederacions 2017: 3r lloc[37]

Individual
- Millor Jugador Revelació de l'Any de la Lliga portuguesa: 2016–17[20]